# Cartoonito (Africa e Medio Oriente)
Cartoonito (precedentemente Boomerang) è una rete televisiva africana e mediorientale.

## Storia

### L'inizio come Boomerang
Il 14 gennaio 2015, il canale è nato con il nome Boomerang. Il 1° luglio 2016 Boomerang inizia a trasmettere anche in Medio Oriente, e viene lanciato sui provider TV della regione, così come in Grecia e Cipro. Il canale aveva anche la versione in alta definizione, che però aveva una programmazione diversa e più censurata rispetto al canale SD, con tre tracce audio: inglese, arabo e greco. Boomerang è passato al formato 16:9 il 21 settembre 2016. Il 4 marzo 2019, la versione HD ha adeguato la sua programmazione a quella del canale principale.

### Il rilancio come Cartoonito
L'8 febbraio 2023, è stato annunciato che Cartoonito sarebbe diventato un canale a tempo pieno al posto di Boomerang.
Il 25 marzo 2023 le emittenti africane hanno annunciato che Boomerang avrebbe cambiato nome in Cartoonito quello stesso giorno, seguita dalla sua controparte mediorientale il 4 settembre dello stesso anno.

## Palinsesto
- The Adventures of Little Penguin
- Baby Looney Tunes
- Batwheels
- Bugs Bunny costruzioni
- La casa delle bambole di Gabby
- Cocomelon
- Dino Ranch
- Grizzy e i lemming - Pelosi e dispettosi
- Interstellar Ella
- Kikoumba
- Kingdom Force
- Lamput
- Legends of Spark
- Lucas the Spider
- Masha e Orso
- Masha's Tales
- Mecha Builders
- Mico e i FuFunghi
- Mike il carlino
- Mr. Bean (serie animata)
- Sam il pompiere (MENA)
- Talpis
- Il trenino Thomas - Grandi avventure insieme
- Zig & Sharko

## Blocco

Logo del blocco

In Africa e Medio Oriente, Cartoonito è stato lanciato come blocco mattutino (precedentemente mattutino e pomeridiano) a partire dal 4 aprile 2022 fino al 25 marzo 2023 per l'Africa e fino al 4 settembre 2023 in Medio Oriente, quando il blocco estese la sua programmazione a tutta la giornata.

## Loghi

2015 - 2023
Dal 2023